# Monee
Monee is een plaats (village) in de Amerikaanse staat Illinois, en valt bestuurlijk gezien onder Will County.

## Demografie
Bij de volkstelling in 2000 werd het aantal inwoners vastgesteld op 2924. In 2006 is het aantal inwoners door het United States Census Bureau geschat op 4825, een stijging van 1901 (65,0%).

## Geografie
Volgens het United States Census Bureau beslaat de plaats een oppervlakte van 8,0 km², geheel bestaande uit land.

## Plaatsen in de nabije omgeving
De onderstaande figuur toont nabijgelegen plaatsen in een straal van 12 km rond Monee.